# Почтовый самолёт

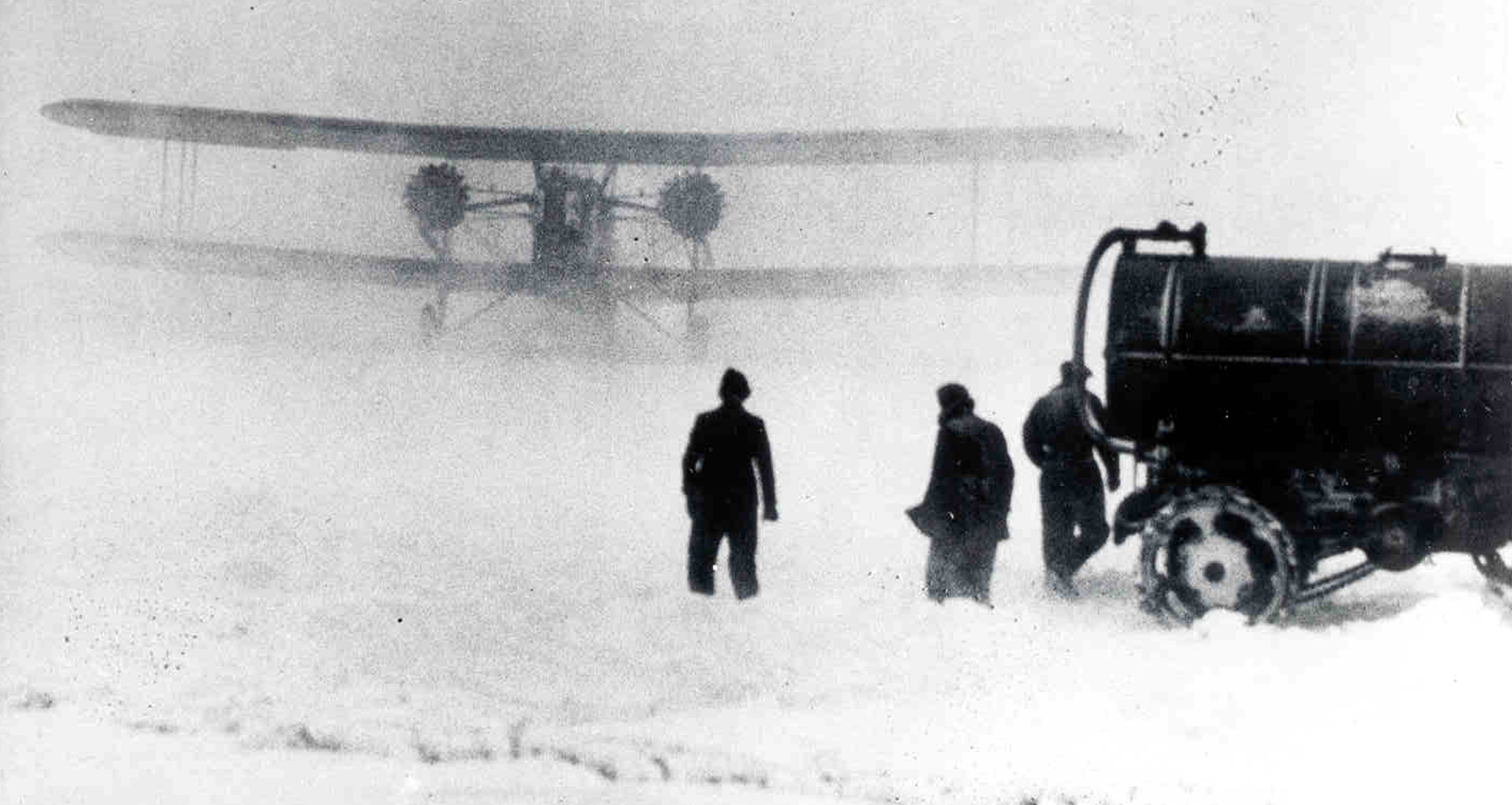
Keystone B-6 армейского авиационного корпуса США, использовавшийся как почтовый самолёт, 1934 год

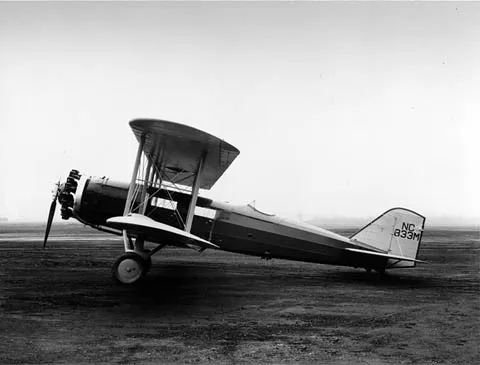
Почтовый самолёт Boeing Model 40 1920-х годов

Почтовый самолёт — самолёт, используемый для перевозки почты.
Чисто почтовые самолёты существовали почти исключительно до Второй мировой войны. Поскольку ранние самолёты были слишком маломощны, чтобы перевозить грузы, и были слишком дорогими для обслуживания пассажиров «эконом-класса», основная роль самолётов в мирное время заключалась в том, чтобы доставлять письма быстрее, чем это было возможно раньше. В 1934 году некоторые почтовые службы в США находились в ведении армейского авиационного корпуса США, что закончилось скандалом с авиапочтой.
В прошлом на фюзеляжах самолётов, перевозящих почту, должна была быть специальная официальная эмблема; на самолётах, зарегистрированных в Великобритании, иногда также использовался специальный вымпел Королевской воздушной почты (синий треугольный флаг с жёлтым горном, над которым была изображена корона, и белыми буквами «ROYAL AIR MAIL»).
С конца 1940-х годов почтовые самолёты становились всё более редкими, поскольку увеличивающиеся размеры самолётов и экономика диктовали переход к массовой перевозке почты на рейсовых самолётах, что и остаётся основным методом её доставки сегодня. Тем не менее, почтовые посылки, экспресс-почта и приоритетная почта всё ещё перевозятся на борту самолётов, которые можно считать духовными наследниками классических довоенных почтовых самолётов; одними из самых популярных являются небольшие самолёты авиации общего назначения, адаптированные для этой роли, среди которых Cessna 208 и Piper PA-31 Navajo. Операторы грузовых авиакомпаний, такие как UPS и FedEx, также перевозят почту вместе с грузами на борту переоборудованных авиалайнеров.

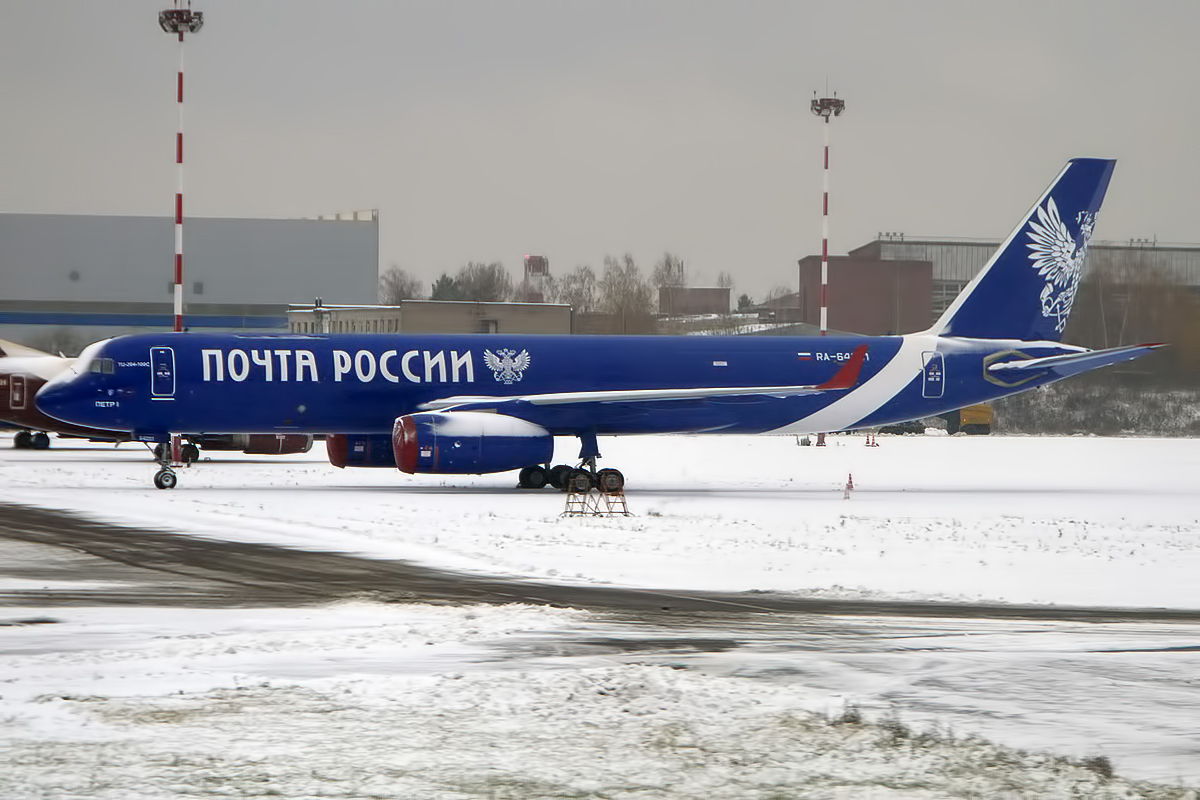
Самолёт Ту-204 «Почты России»

В 2016 году «Почта России» приобрела два грузовых самолёта Ту-204, которые несколько раз в неделю перевозят почту по направлениям, где пассажирских рейсов слишком мало, а объёмы отправлений большие.